# First Division (Malta) 1932/33
Die First Division 1932/33 war die 22. Spielzeit in der Geschichte der höchsten maltesischen Fußballliga. Meister wurden zum sechsten Mal die Sliema Wanderers, die sich im Entscheidungsspiel kampflos gegen Hibernians Paola durchsetzen konnten.

## Vereine
Im Vergleich zur Vorsaison verzichteten die Sliema Hotspurs und  Meister Valletta United auf eine Teilnahme. Die Sliema Rangers nahmen nach zwei Jahren Unterbrechung, Hibernians Paola nahm erstmals teil.

## Modus
Die Saison wurde in einer einfachen Runde ausgetragen. Für einen Sieg gab es zwei Punkte, für ein Unentschieden einen und für eine Niederlage keinen Punkt. Bei Punktgleichheit wurde um die Meisterschaft ein Entscheidungsspiel ausgetragen.

## Abschlusstabelle
| Pl. | Verein               | Sp. | S | U | N | Tore    | Quote | Punkte |
| --- | -------------------- | --- | - | - | - | ------- | ----- | ------ |
| 1.  | Sliema Wanderers 1   | 3   | 2 | 1 | 0 | 009:200 | 4,50  | 05:10  |
| 2.  | Hibernians Paola (N) | 3   | 2 | 1 | 0 | 007:200 | 3,50  | 05:10  |
| 3.  | Sliema Rangers (N)   | 3   | 1 | 0 | 2 | 004:100 | 0,40  | 02:40  |
| 4.  | Ħamrun Spartans      | 3   | 0 | 0 | 3 | 001:700 | 0,14  | 0:60   |

Platzierungskriterien: 1. Punkte – 2. Torquotient
| Zum Saisonende 1932/33:                        |                                                 |
| Maltesischer Meister 1932/33: Sliema Wanderers |                                                 |
|                                                |                                                 |
| Zum Saisonende 1931/32:                        |                                                 |
| (N)                                            | Neuaufsteiger: Hibernians Paola, Sliema Rangers |

## Kreuztabelle
| 1932/33          | Sliema Wanderers | HIB | SRA | ĦAM |
| ---------------- | ---------------- | --- | --- | --- |
| Sliema Wanderers |                  | 1:1 | 7:1 | 2:0 |
| Hibernians Paola | –                |     | 3:1 | 3:0 |
| Sliema Rangers   | –                | –   |     | 2:1 |
| Ħamrun Spartans  | –                | –   | –   |     |